# Завицкий, Герман Михайлович
Герман Михайлович Завицкий (28 сентября (10 октября) 1882, Фрауэнбург, Гольдингенский уезд, Курляндская губерния, Российская империя, ныне Салдус, Латвия — 1958, Киев, УССР) — советский государственный и политический деятель. Член Центральной Контрольной Комиссии ВКП(б) в мае 1924 — декабре 1925 и декабре 1927 — июне 1930. Кандидат в члены ЦК КП(б)У в апреле 1923 — мае 1924 года. Член Центральной Контрольной Комиссии КП(б)У в мае 1924 — январе 1934 года. Член Ревизионной комиссии КП(б)У в январе 1934 — июне 1938.

## Биография
Окончил профшколу. Работал слесарем на паровозостроительном заводе в Риге, там вступил в РСДРП(б) в 1905 году. За участие в революционном движении отбывал ссылку в Сибири в 1908—1917 годах.
После Февральской революции 1917 года приехал в Харьков, работал слесарем на одном из заводов, продолжал революционную деятельность.
В октябре 1920 назначен заместителем председателя «Укрэлектро». 1922—1924 — в Электротехническом тресте (ЭТЦР) и уполномоченный по электротехнической промышленности в Украине. Затем работал заведующим промышленной секции Народного комиссариата рабоче-крестьянской инспекции Украинской ССР и членом Президиума Центральной Контрольной Комиссии КП(б)У . В 1927—1929 годах возглавлял Харьковскую окружную контрольную комиссию КП(б)У — окружную Рабоче-крестьянскую инспекцию.
В октябре 1929 — 17 июня 1934 — Председатель Верховного Суда УССР . В 1934—1938 годах — уполномоченный Комиссии содействия ученым при Совнаркоме Украинской ССР .
Арестован 12 апреля 1938 года. Особым совещанием НКВД СССР 17 ноября 1939 осуждён на 5 лет ссылки. Решением военной коллегии ВС СССР от 19 марта 1955 дело прекращено за отсутствием состава преступления.
Делегат VII, VIII Всероссийских съездов Советов.
Умер в Киеве в июне 1958 года.

## Награды
- орден Ленина (1956)
- орден Трудового Красного Знамени Украинской ССР (1923)